# 基什孔豪洛什
基什孔豪洛什（匈牙利語：Kiskunhalas，匈牙利語發音：[ˈkiʃkunhɒlɒʃ]）是匈牙利的市鎮，處佈達佩斯以南一百三十公里的巴奇-基什孔州境內。今天人口幾近三萬﹐鎮長為菲勒普·罗伯特先生（Fülöp Róbert）。 

## 歷史
古代，這裡四周湖泊羅布，湖里豐產碩大鮮美的魚。所以被人叫做「魚市浦」。大約一千二百年前有人在此地定居。從十四世紀中葉開始，有人用文獻記載歷史並流傳下來。 
十六世紀末黑死病在歐洲肆虐﹑死者無數﹐地區人口總數下降。在此後兩百年因為有很多新教徒遷入，整個地區人口重新增加。到了十八世紀中葉該鎮成為本地區的中心城市。但是好景不長，由于信奉天主教的國王不願看到這裡做為重鎮。開始實施政策性限制，於是又慢慢衰落下來。現在本鎮人口仍處于下降趨勢。

## 宗教
這裡人民向來有信教傳統，建有一些歷史悠久的教堂，包括一座1770年修建的天主教堂，以及1823年修建的新教教堂。 

## 航空照相

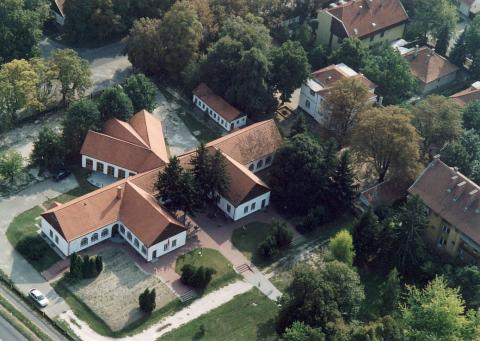
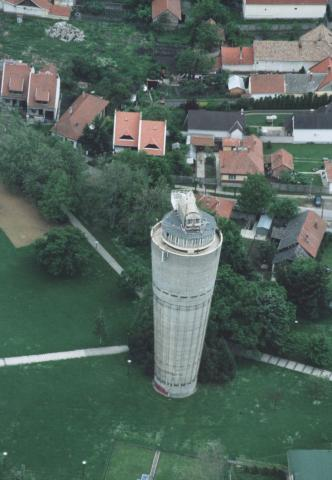
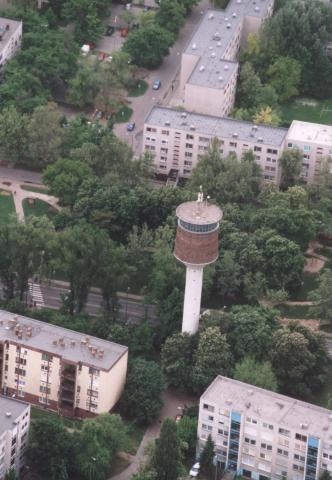

## 體育運動
匈牙利头号女子网球好手阿格妮斯·扎维1988年出生這裡──2007年她在WTA-世界排名前20名。